# Zédékan
 (avril 2025).
Zédékan est une localité rurale au centre de la Côte d'Ivoire dans le disrrict de la Vallée du Bandama. La localité de Zédékan est rattachée au déépartement de Béoumi. 